# Šintava
Šintava (Hongaars: Sempte) is een Slowaakse gemeente in de regio Trnava, en maakt deel uit van het district Galanta.
Šintava telt 1.835 inwoners.